# Tuberendothyra
Tuberendothyra es un género de foraminífero bentónico de la subfamilia Endothyrinae, de la familia Endothyridae, de la superfamilia Endothyroidea, del suborden Fusulinina y del orden Fusulinida. Su especie tipo es Endothyra tuberculata. Su rango cronoestratigráfico abarca desde el Tournaisiense superior hasta el Viseense inferior (Carbonífero inferior).

## Discusión
Clasificaciones más recientes incluyen Tuberendothyra en el suborden Endothyrina, del orden Endothyrida, de la subclase Fusulinana de la clase Fusulinata.

## Clasificación
Tuberendothyra incluye a las siguientes especies:
- Tuberendothyra paratumuta †
- Tuberendothyra safonovae †
- Tuberendothyra tuberculata †

Otra especie considerada en Tuberendothyra es:
- Tuberendothyra kosvensis †, de posición genérica incierta